# روی پاک
روی پاک (انگلیسی: Roy Pack؛ زادهٔ ۲۰ سپتامبر ۱۹۴۶) بازیکن فوتبال اهل بریتانیا است.
از باشگاه‌هایی که در آن بازی کرده‌است می‌توان به باشگاه فوتبال آرسنال، باشگاه فوتبال پورتسموث، و باشگاه فوتبال آکسفورد یونایتد اشاره کرد.